# Gmina Przemyśl
Gmina Przemyśl es una gmina (distrito administrativo) rural en el condado de Przemyśl, Voivodato de Subcarpacia, en el sureste de Polonia, en la frontera de Polonia y Ucrania. Su sede es la ciudad de Przemyśl, aunque la ciudad no forma parte del territorio de gmina.
La gmina cubre un área de 108,39 kilómetros cuadrados (41,8 mi²) y, en 2006, su población total es de 9.008 habitantes (10.176 en 2013).
La gmina contiene parte del área protegida llamada Parque paisajístico Pogórze Przemyskie.

## Pueblos
Gmina Przemyśl contiene los pueblos y asentamientos de Bełwin, Hermanowice, Kuńkowce, Łętownia, Malhowice, Nehrybka, Ostrów, Pikulice, Rożubowice, Stanisławczyk y Witoszyńce.

## Gminas vecinas
Gmina Przemyśl limita con la ciudad de Przemyśl y con las gminas de Fredropol, Krasiczyn, Krzywcza,  Medyka y Żurawica. También limita con Ucrania.